# Brian Hallisay
Brian Hallisay, född 31 oktober 1978 i Washington, D.C., är en amerikansk skådespelare. Han är bland annat känd för rollen som Will Davis i The CW-dramat Privileged, och Kyle Parks, i Lifetimedramat The Client List. Han har också spelat rollen som Ben Hunter i TV-serien Revenge.
Brian Hallisay är sedan den 20 november 2013 gift med skådespelerskan Jennifer Love Hewitt, som han började dejta i mars 2012. Makarna har tre barn tillsammans.

## Filmografi

### Filmer
- 2006 – Bottoms Up
- 2011 – Hostel: Part III
- 2014 – Jessabelle
- 2014 – American Sniper

### TV-serier
- 2005 – The Inside (TV-serie)
- 2005 – Strong Medicine (TV-serie)
- 2006 – Brottskod: Försvunnen (TV-serie)
- 2006 – Cold Case (TV-serie)
- 2007 – CSI: New York (TV-serie)
- 2007 – Bones (TV-serie)
- 2007 – Bionic Woman (TV-serie)
- 2008 – Medium (TV-serie)
- 2008–2009 – Privileged (TV-serie)
- 2009 – Eastwick (TV-serie)
- 2011 – Rizzoli & Isles (TV-serie)
- 2012 – Ringer (TV-serie)
- 2012–2013 – The Client List (TV-serie)
- 2013 – Body of Proof (TV-serie)
- 2014 – Mistresses (TV-serie)
- 2014–2015 – Revenge (TV-serie)
- 2016 – Major Crimes (TV-serie)
- 2016 – Code Black (TV-serie)
- 2018 – NCIS (TV-serie)
- 2018–2019 – 9-1-1 (TV-serie) (även 2023 och 2024)
- 2019 – Suits (TV-serie)